# Lanarkshire
Ne doit pas être confondu avec Lancashire.
Le Lanarkshire (Siorrachd Lannraig en gaélique écossais et Coontie o Lanrickshire en Scots) est un ancien comté d'Écosse et une région de lieutenance. Il est bordé au nord par le Stirlingshire et une portion détachée du Dunbartonshire, au nord-est par le Stirlingshire, le West Lothian, à l'est par le Peeblesshire, au sud-est et au sud par le Dumfriesshire, au sud-ouest par le Dumfriesshire et l'Ayrshire, et à l'ouest par l'Ayrshire, le Renfrewshire et le Dunbartonshire.
Les villes du Lanarkshire sont Lanark, East Kilbride, Hamilton, Motherwell, Coatbridge, Blantyre, Cambuslang, Rutherglen et Carluke. Historiquement, le Lanarkshire est le comté le plus peuplé en Écosse et, dans les temps anciens, le plus considérablement étendu.

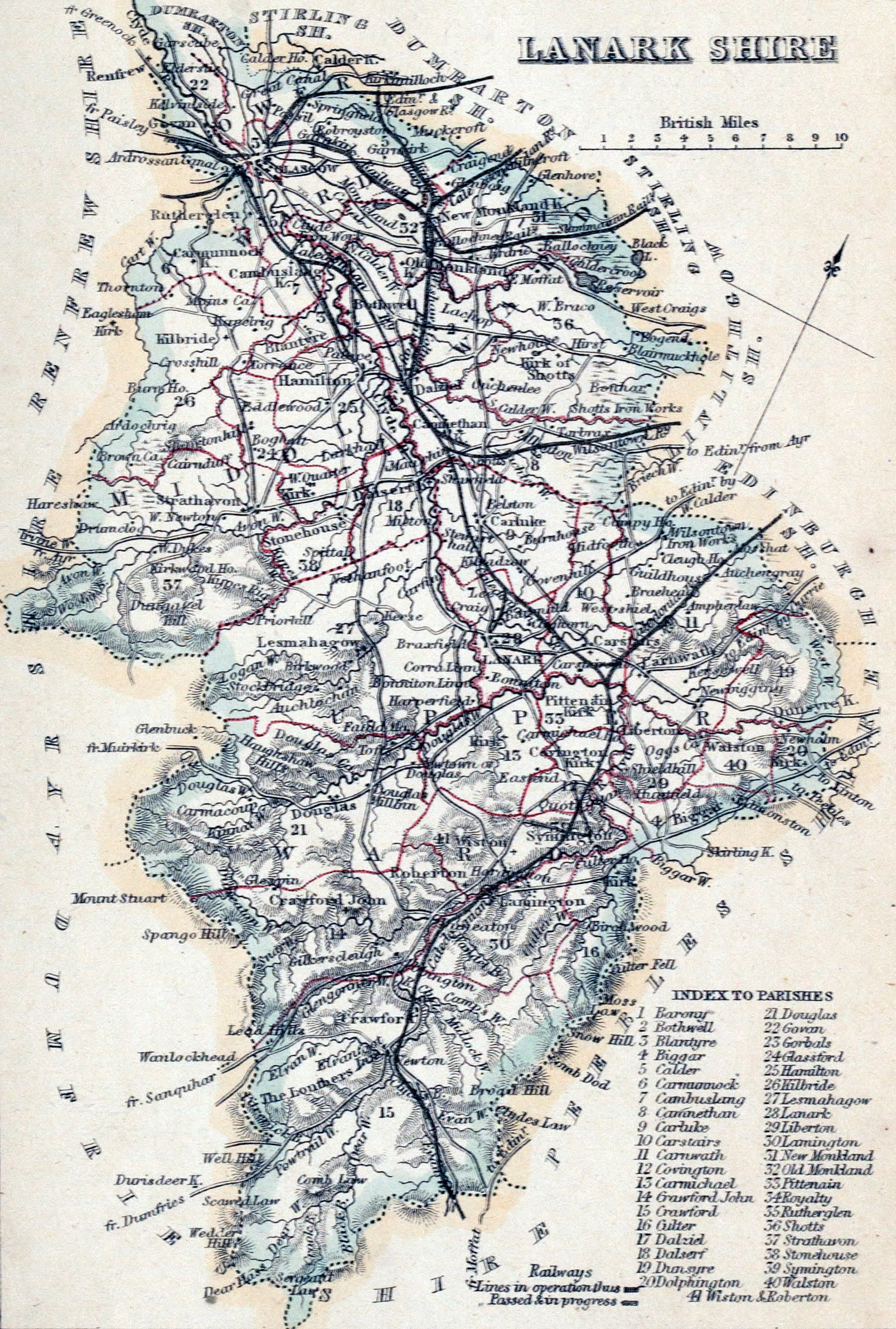
Une carte du comté dans «The Imperial gazetteer of Scotland»; vol. II, publié par le rév. John Marius Wilson

## Histoire
Le Lord Lieutenant représente le monarque dans le comté. Archibald Hamilton, 9e duc de Hamilton (1770 - 1827) fut l'un d'eux en 1799, quand il hérite des titres de son demi-neveu. Thomas Gainsborough avait fait son portrait en 1786, aujourd'hui conservé dans le Waddesdon Manor par le National Trust.
En 1975, le County council est remplacé par la région de Strathclyde, elle-même remplacé par des autorités unitaires en 1996. Le Lanarkshire est désormais couvert par le North Lanarkshire et le South Lanarkshire.